# Доктор Но (роман)
„Доктор Но“ (на английски: Dr. No) е роман на английския писател Иън Флеминг. Той е шести от поредицата за Джеймс Бонд. Издаден е на 31 март 1958 г. от издателство Jonathan Cape.

## Сюжет
Внимание:  Текстът по-долу разкрива сюжета на произведението (или части от него)!
В Ямайка неизвестни бандити устройват засада и убиват резидента на Секретната служба Джон Странгуейс. След това е застреляна личната му асистентка, а помещението, където е бил радиопредавателят, е опожарено. Телата на убитите са били отнесени в неизвестна посока. За разследването на това произшествие M решава да извика Джеймс Бонд. След като Бонд по чудо е оцелял, след като е бил отровен (От Русия с любов), тялото на 007 не се е възстановило напълно. M решава, че разследването ще бъде лесно и пътуването на Бонд до Ямайка само ще укрепи здравето му.
Но Бонд подозира, че ситуацията е много по-сериозна, отколкото изглежда. Бонд открива, че малко преди изчезването си Странгуейс е натоварен със задачата да разследва изчезването на редки фламинго на малкия остров „Ключът на рака“. Този остров принадлежи на мистериозния доктор Джулиъс Но.
Бонд отлита до Ямайка, където се среща със стария си приятел с фамилия Куорел. Бонд разпитва Куорел за острова „Ключът на рака“ и за д-р Но. Изяснява се, че на острова се добива само гуано (птичи тор), но той е охраняван от отявлени главорези. Всички любопитни, опитали се да стигнат до острова, биват безмилостно убити.
Върху Бонд започват поредица от покушения. Още в началото в неговата стая е изпратена кошница с плодове уж от губернатора, които обаче се оказват отровни, а след това през нощта в леглото му хвърлят отровна стоножка. Бонд подозира, че с това е свързан д-р Но и затова предлага на Kуорел незабелязано да посетят острова „Ключът на рака“ и да разузнаят. Пристигайки на острова, Бонд среща очарователна девойка на име Хъничайл Райдер. Хъни е дошла на острова преди повече от година, за да събира за продажба редки видове раковини. Тя казва на Бонд, че веднъж през нощта е срещнала някакъв „дракон“, който изригвал огън от устата си и изгарял птиците на острова.
Хъни решава да помогне на Бонд и Kуорел да се промъкнат до лагера на охраната на острова. Но по пътя те срещат „дракона“, който се оказва специално направена верижна машина, маскирана като чудовище, с мощна огнехвъргачка в „устата“. „Драконът“ изгаря жив Kуорел, а Бонд и девойката са заловени. Водят ги в луксозния апартамент на д-р Но и по време на вечерята той им разказва своята история.
Преди много години д-р Но е бил касиер на китайската мафия. Той е откраднал всичките пари и се е опитал да избяга. За наказание на престъпника са отрязани двете ръце и бил прострелян в сърцето. Но гангстерите не са знаели, че сърцето на д-р Но е отдясно и затова той все още е жив. Умело разпореждайки се с откраднатите пари, д-р Но още повече забогатява и купува острова „Ключът на рака“. По-късно д-р Но започва да си сътрудничи със съветските тайни служби и получава за това много пари. На острова е било инсталирано електронно оборудване, което може да променя посоката на движение на американските ракети.
По време на вечерята, Бонд краде неусетно кибрит и малък кухненски нож. След като завършва историята си, д-р Но обявява, че ще подложи Бонд и Хъни на мъчителна смърт. Съблечената девойка е хвърлена за храна на раците, а Бонд трябва да мине през някаква полоса с препятствия, която ще му причини непоносими страдания.
Озовавайки се заключен в някакъв лабиринт, Бонд наистина е подложен на жестоки изпитания. Той изпитва непоносим студ и адска жега, трябва да пропълзи през тръба с тарантули. И през цялото време той е наблюдаван през специален прозорец от д-р Но. В края на пътя Бонд попада в басейн с гигантски октопод, който за малко да разкъса Бонд на парчета. Но с помощта на ножа Бонд успява да убие морското чудовище и да избяга от смъртоносния лабиринт на д-р Но. В този момент в пристанището на острова става товаренето с гуано на кораба. Бонд убива оператора на крана и насочва транспортната лента на конвейера директно към д-р Но, застанал на котвената стоянка. И криминалният гений е погребан жив под огромна купчина от изсушени птичи изпражнения. След това Бонд открива Хъни, която е успяла да избяга от раците. Бонд и девойката хващат „дракона“ и напускат лагера на д-р Но.
По-късно, на Ямайка, Бонд докладва всичко на своите ръководители. Правителството на САЩ и Великобритания решават да изпратят на острова военен десант и да унищожат напълно леговището на д-р Но. А Бонд, най-накрая, ще може да отдъхне в обятията на прелестната Хъни ...

## Адаптации
„Доктор Но“ е първият филм от официалния „бондиан“, заснет през 1962 година. Ролята на агент 007 се изпълнява от Шон Конъри, а ролята на Хана – от сексапилната Урсула Андрес.
Това е единственият филм, началото на който не започва с „главната“ песен на тема „Джеймс Бонд“, макар тя да присъства във филма.